# Generale Grant (albero)
Il Generale Grant è un'imponente sequoia gigante del parco King's Canyon National Park, in California.
È il secondo albero più voluminoso del mondo dopo un'altra sequoia, il Generale Sherman.

## Storia
Fu così chiamato nel 1867 in onore di Ulysses Grant, generale dell'Esercito dell'Unione durante la Guerra di secessione americana e 18º Presidente degli Stati Uniti d'America (da cui avrebbe preso anche il soprannome "Il Presidente").
Nel 1956 il Presidente Dwight Eisenhower dichiarò quest'albero un National Shrine, un memoriale ai caduti in guerra.
Diventò il secondo albero più grande del mondo come volume nel 2005, dopo che un'altra imponente sequoia, il "Generale Washington", perse la metà del suo tronco.

## Statistiche
Alcuni dati del Generale Grant
| Altezza totale sopra la base       | 81,5 m  |
| Circonferenza alla base            | 32,8 m  |
| Diametro alla base                 | 8,8 m   |
| Diametro a 1,40 m dalla base       | 5,0 m   |
| Diametro a 55 m dalla base         | 3,9 m   |
| Volume stimato della massa legnosa | 1320 m³ |